# Les Tréteaux d'Armor

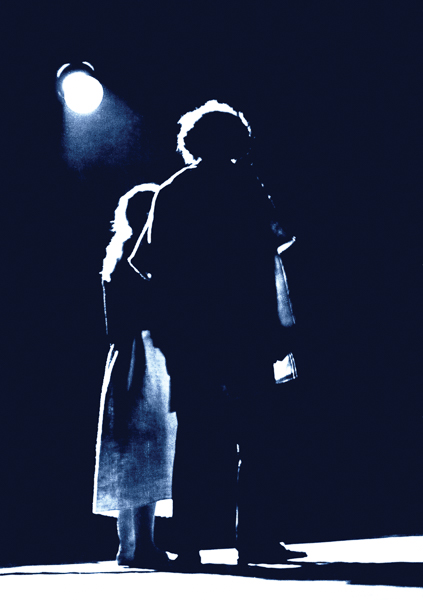
Les Tréteaux d'Armor en représentation

Les Tréteaux d'Armor est une troupe théâtrale fondée à Brest en mai 1968 par Gérard Auffret, pour un théâtre breton populaire[réf. souhaitée] et qui a exercé son activité principalement en Bretagne jusqu'en 1975.

## Origine
Se destinant à la mise en scène, Gérard Auffret (né en mars 1938) intègre en 1961 les Cours d'Art dramatique René Simon. C'est en 1963 que débutera son activité professionnelle comme assistant metteur en scène et compagnon de travail de Jean Eustache.
Acquis à l'esprit du Théâtre national populaire (TNP) découvert à l'issue d'une durée de travail, mal à l'aise avec le théâtre de Boulevard expérimenté par l'intermédiaire de Jean Le Poulain, attaché au concept de Théâtre du Peuple qui fut développé par Frédéric Pottecher ou l'entreprise des Copiaus de Jacques Copeau, adepte de la décentralisation dramatique, Gérard Auffret tente l'aventure dans sa région d'origine, la Bretagne.
Il crée alors un cours d'Art dramatique qui lui permet de constituer une troupe d'une dizaine de personnes. Par ailleurs, en tant que correspondant de la Comédie dramatique de l'Ouest (CDO) en Finistère. il anime divers stages de sensibilisation au théâtre comme, par exemple, auprès des Maisons des jeunes et de la culture) ou des hypokhâgnes du Lycée Kérichen de Brest.

## Préceptes
L'activité théâtrale des Tréteaux d'Armor est caractérisé par les éléments ci-après :
- populaire : à savoir intéresser les couches sociales qui ne font pas la démarche de se rendre au théâtre (ou maison de la culture) en allant à leur devant en des lieux qui leur sont communs, avec des spectacles de préférence en plein air et inclus dans des programmes culturels et festifs.
- politique : non pas un théâtre de parti politique mais un théâtre invitant à vivre pour penser, en marge des discours de pouvoir, sur des thèmes historiques ou contemporains concernant les affaires publiques.
- conception théâtrale : scénologie et usage de techniques filmiques réunis et adaptés aux sujets et lieux des représentations en vue d'une esthétique détachée des valeurs conformistes sur le Bien et le Beau.
- didactique : en adjoignant aux spectacles, à l'image du TNP en Avignon, des actions tels que programmes complétés par des données historiques ou thématiques sur les pièces et auteurs, débats, rencontres avec le public, etc.
- semi-professionnalisme : ne pas être dépendant de subventions publiques et exercer, à mi-temps, un autre emploi pour rester en contact avec la population.

## Le répertoire théâtral
En janvier, puis mai 1969 Gérard Auffret monte Hyménée de Nicolas Gogol et La Mandragore de Machiavel, deux pièces destinées à concrétiser le travail effectué avec sa troupe,,.
À la suite de ces spectacles, des dirigeants du Bleun-Brug lui demandent d'intégrer leur festival culturel de juillet 1969 à Saint-Pol-de-Léon en mettant en scène Les Païens de Tanguy Malmanche, auteur bretonnant renommé « difficile »,.
Cette représentation en plein air, sur le parvis de la cathédrale, devant 1200 spectateurs dont Per-Jakez Hélias, présidée par Monsieur Michelet, ministre d'État aux Affaires culturelles, au sein d'un programme de festivités attirant durant quatre jours, des milliers de participants des provinces du Léon et du Trégor, fut déterminante[réf. nécessaire] pour l'entreprise de Gérard Auffret.
En effet, cette collaboration avec le Bleun-Brug lui permet de donner corps à ses objectifs à condition de prendre en compte la réalité bretonne et l'exprimer par des productions théâtrales contemporaines. Le répertoire en la matière étant très restreint, il décide d'aborder l'écriture et dans une forme propre au théâtre épique.
Georges Perros, lecteur pour le TNP, installé à Douarnenez et chargé de cours d'Art dramatique à la faculté des lettres de Brest, avec qui il entretient des liens amicaux, lui est alors un mentor précieux.

### Les pièces créées

#### La Révolte des tracteurs

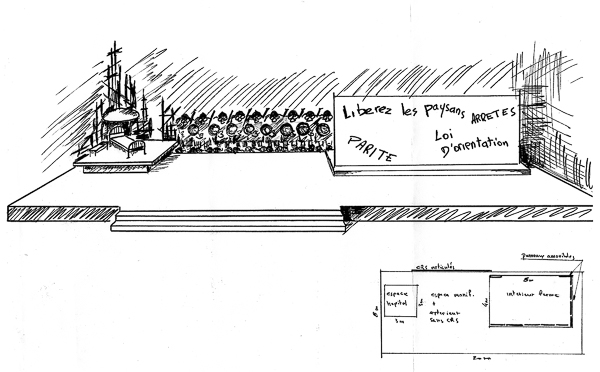
La Révolte des tracteurs, espace scénique de la pièce

Résumé : À travers le délire de Lan, blessé sur une barricade et hospitalisé, la colère du monde paysan, incité à intensifier et moderniser ses méthodes de production et qui ne peut plus faire face aux échéances de crédit.
Première représentation à Lesneven en juillet 1970. Adaptée du roman éponyme de Yann Brekilien qui traite de la colère du monde paysan dans la décennie 1960. Le théâtre qui explique a été rejeté. Pas d'actions conformes à la dramaturgie standard, pas de liens psychologiques. C'est dans les fièvres de Lan, dans le désordre, par flashback, que nous prenons connaissance des événements. En fond sonore l'œuvre de Pierre Henry, Variations pour une porte et un soupir. En novembre 1970, la pièce fait l'affiche au Palais de la Culture (PAC) de Brest.

#### Les Bonnets rouges, chronique d'hier et d'aujourd'hui

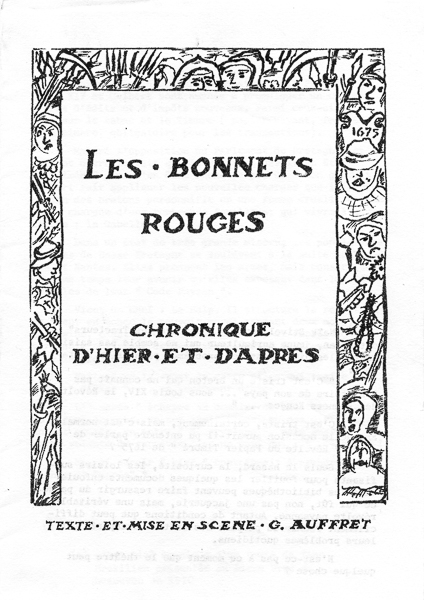
Les Bonnets rouges, affiche

Résumé : 1675. Dans un état de très grande misère, les populations rurales de Basse-Bretagne, menées par Sébastien Le Balp, se soulèvent contre le pouvoir royal de Louis XIV et Colbert venus imposer la taxe sur le tabac et le timbre. Deux mois de révolte, six mois de répression.
Connue sous le nom de Révolte du papier timbré de 1675 en Basse Bretagne, Gérard Auffret décide, en novembre 1970, de la porter à la scène. Il se met en rapport avec Paol Keineg pour l'associer à son projet, l'un pour élaborer la scénographie, l'autre pour écrire le texte. Le projet échoue. Gérard Auffret écrit la pièce  qui sera créée lors du festival du Bleun-Brug en juillet 1971.

Textes historiques en écho aux écrits d'aujourd'hui, musique de jazz et projections audiovisuelles pour dissoudre « hier et aujourd'hui » dans une temporalité chimérique. La première pièce de théâtre sur les Bonnets rouges est donc jouée le 9 juillet 1971 à Landerneau, sur cette même place du Marché où furent pendus des insurgés. Festival prolongé avec Alan Stivell par une soirée cabaret musicale et poétique. L'accueil des critiques est illustré par le magazine de l'UDB de août 1971 où Le Peuple Breton écrit: « Le texte de Gérard Auffret est un beau texte efficace » et conclut « le théâtre populaire breton ne serait-il pas réinventé ». Des tournées s'ensuivent en pays Bigouden auprès des paroisses dont les clochers furent décapités pour avoir « sonner le tocsin de la révolte », puis dans le Morbihan et à Lyon.

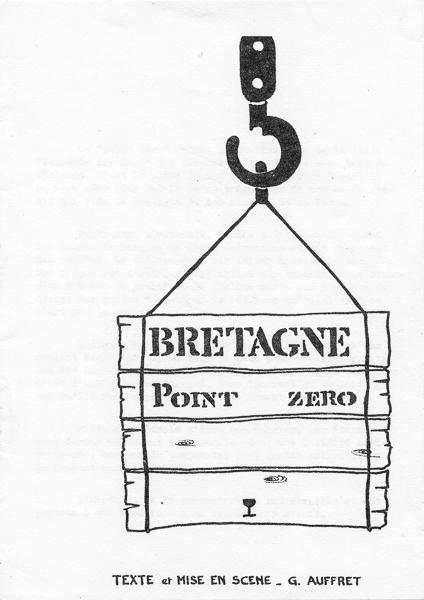
Bretagne... point zéro, affiche

#### Bretagne… point zéro
Résumé : Évocation de l’exode qui, dès la fin du XIXe siècle jusqu'au début du XXe siècle, a vidé la Bretagne de son sang et de sa force, cette lente leucémie. Sur cinq trajets, les destins de ceux qui sont partis se croisent, s’enchevêtrent et se déroulent dans la même détresse.
Bretagne-Allemagne, Bretagne-Etats-Unis, Bretagne-Dakar, Bretagne-Montparnasse et Bretagne-Bretagne sont les cinq destinations signalées sur le plateau de scène par des panneaux amovibles en bois de caisse et qui figurent les lieux où s'efforcent de vivre ces émigrés qui n'ont eu pour seule issue que de choisir leur trajectoire … Par séquences, sur un sixième espace imaginaire, les émigrés forment un chœur antique guidé par un coryphée pour comprendre de quoi ils ont été le jouet.
Youenn Gwernig, poète ex émigré, dans un long soliloque en breton, seul sur le cinquième trajet, prête sa voix à la détresse d'un vieux paysan, qui s'éteint, exilé sur son propre sol après avoir été expulsé de son lopin de terre par des promoteurs immobiliers. Accompagné par les Diaouled ar Menez l'épilogue de la pièce se prolonge par un Fest-Noz de quelque trois cents personnes. 
Bretagne… Point zéro, au programme des festivités du Bleun-Brug de juillet 1972, est donnée à Carhaix, en cette terre mythique des Montagnes Noires, haut-lieu de l'émigration bretonne aux États-Unis que Gourin a symbolisé en arborant sur sa place une réplique de la statue de la Liberté,,.

#### Le Fabuleux Destin de Guénaouec l'Armoricain
Résumé : Guénaouec, enfiévré par l’étude systématique de l’histoire de son pays et accompagné de son fidèle compagnon Penkalet, bat la campagne pour la Duchesse Anne et propager des idées mal digérées. Mais, peut-être Génaouec a-t-il rêvé ?
Libre adaptation du Don Quichotte de Cervantes et compilation de poèmes, chansons, revues et journaux bretons.
Sur le plateau de scène, un espace surélevé, bureau et lit : la chambre de Génaouec. En fond de scène, un théâtre d'ombres, animé par les commères de carton en contre-jour, éclairage vaporeux, aux propos de Génaouec reparties des silhouettes en voix off.
C'est en juillet 1973, à Douarnenez, que la pièce est inscrite aux festivités du Bleun-Brug. Cette comédie contemporaine met en scène autour du protagoniste des personnages non pas de « caractère » mais des « natures » de bouffon qui se déclinent en plusieurs familles: poète christique en souffrance, militant irréductible, homme de plume opportuniste, moraliste bretonnant, pape du chant breton, fourbe, etc.
Cette pièce est la dernière production de Gérard Auffret. Son activité théâtrale cesse car son concept (troupe semi-professionnelle, refus des subventions, et dislocation d'une partie de sa jeune troupe engagée soit dans des études, soit dans un métier) n'était pas tenable sur le long terme.    